# Сидэ (Ляншань)
Сидэ́ (кит. упр. 喜德, пиньинь Xǐdé) — уезд Ляншань-Ийского автономного округа провинции Сычуань (КНР). Название уезда является словом из языка народности и.

## История
Уезд был выделен из уезда Сичан в 1952 году.

## Административное деление
Уезд Сидэ делится на 7 посёлков и 17 волостей.